# Eucalyptus crebra
Eucalyptus crebra är en myrtenväxtart som beskrevs av Ferdinand von Mueller. Eucalyptus crebra ingår i släktet Eucalyptus och familjen myrtenväxter. Inga underarter finns listade i Catalogue of Life.

## Bildgalleri

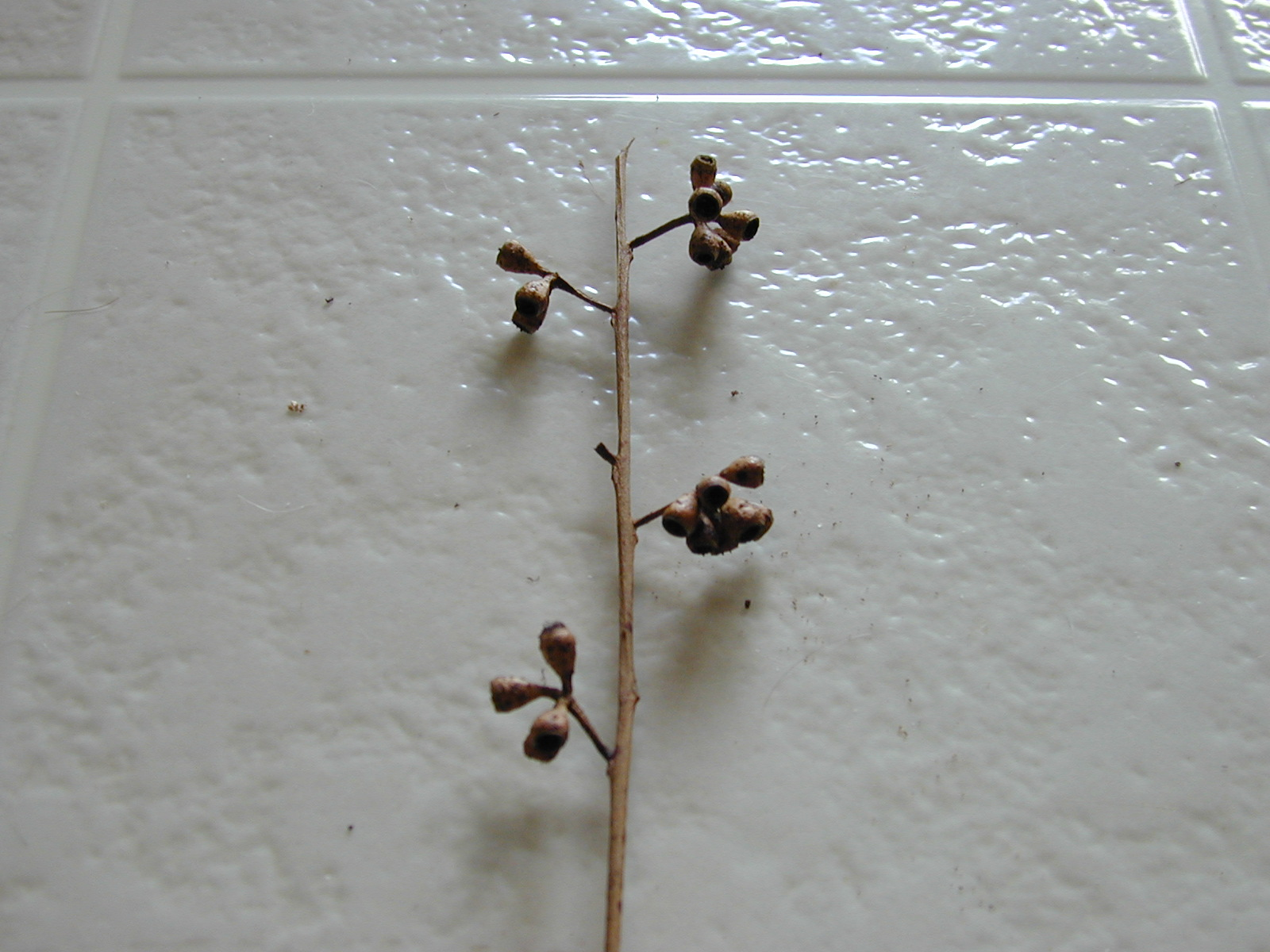
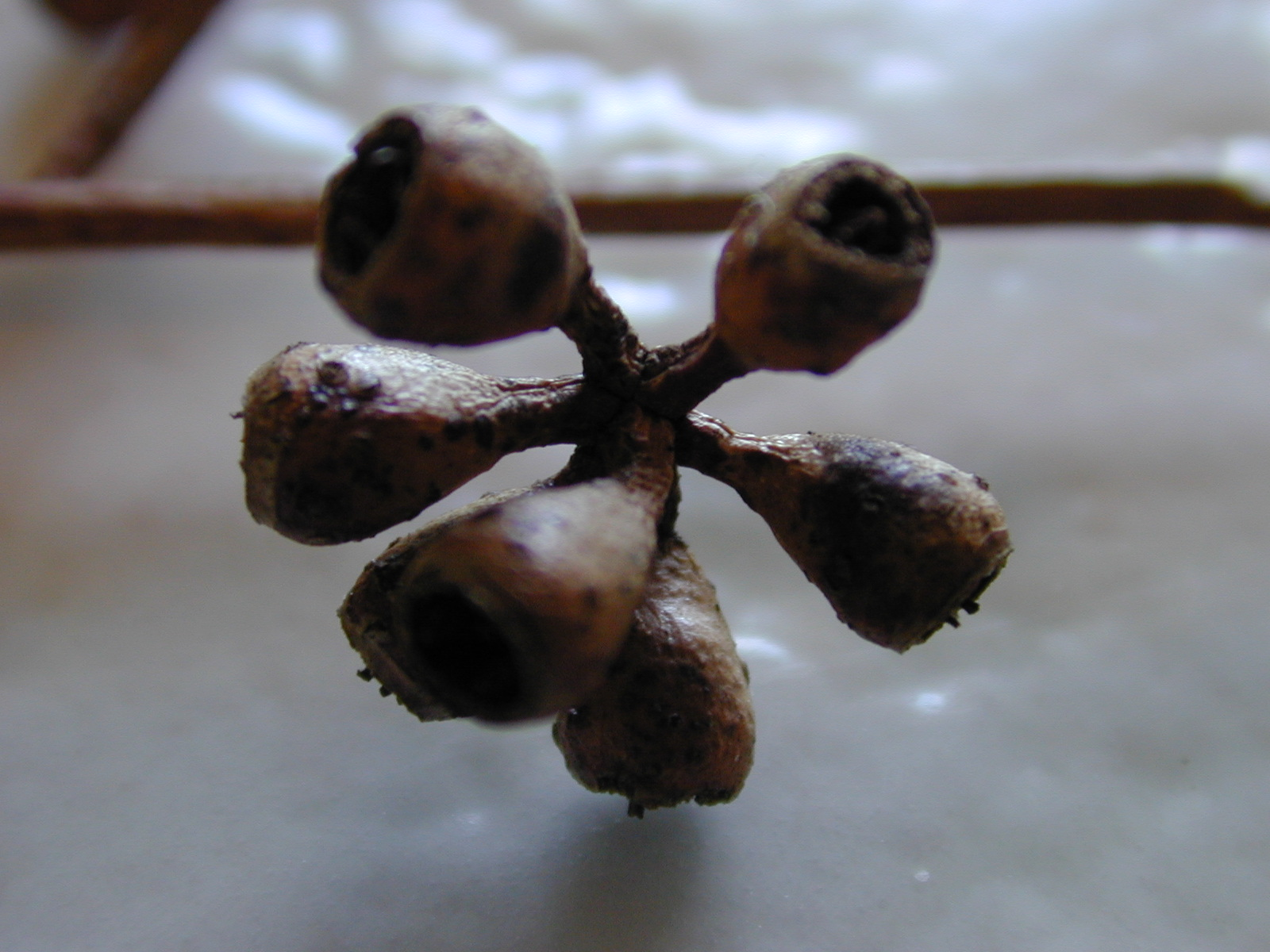
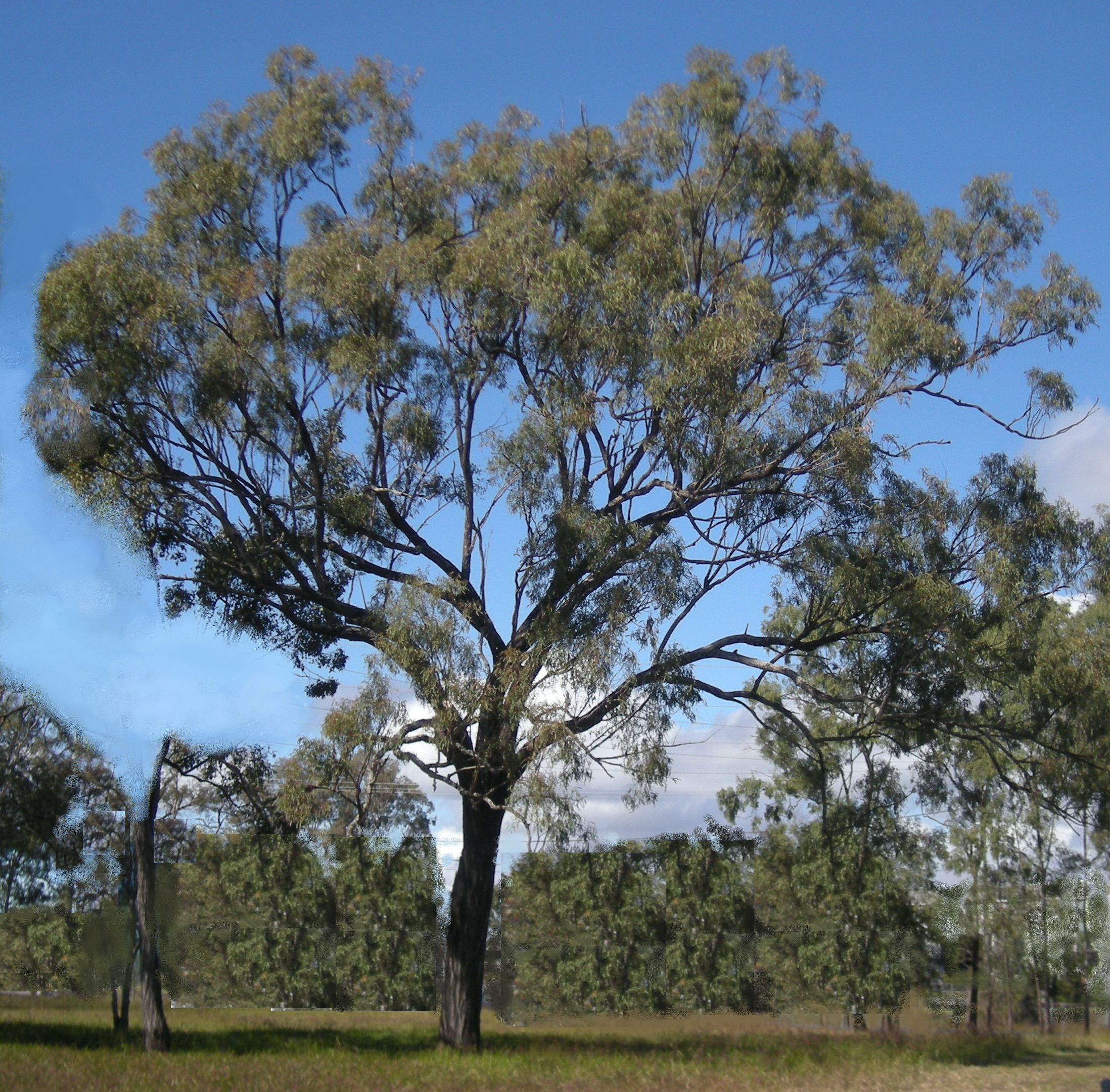
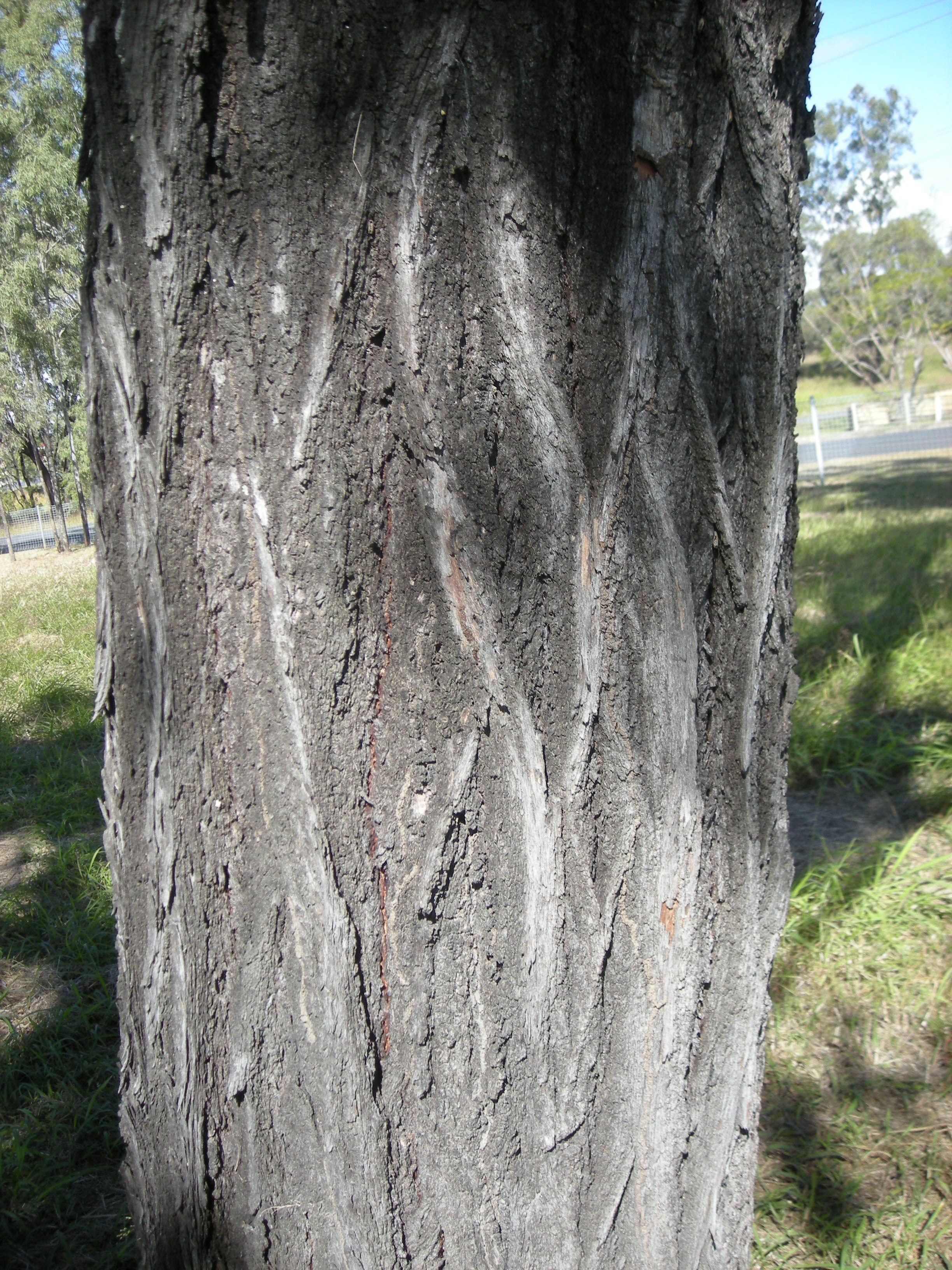